# Johnson & Johnson
Johnson & Johnson  è una società farmaceutica multinazionale statunitense che produce farmaci, apparecchiature mediche e prodotti per la cura personale come shampoo e creme
.
Le sue azioni sono quotate presso la borsa di New York e fanno parte dell'indice Dow Jones Industrial Average.
Il quartier generale della società è situato a New Brunswick (New Jersey).
La sua divisione prodotti di consumo è situata a Skillman (New Jersey). La società comprende circa 250 filiali che operano in 60 diversi stati.
I suoi prodotti sono venduti in 175 diversi paesi. La sede italiana e il principale stabilimento produttivo si trovano a Pomezia (Roma).

## Storia
Il farmacista Robert Wood Johnson I, ispirato da un discorso sui disinfettanti tenuto dal chirurgo Joseph Lister, creò insieme ai fratelli James Wood Johnson e Edward Mead Johnson una linea di prodotti medicinali pronti per l'uso nel 1885. La società produsse i primi prodotti nel 1886.
Robert Wood Johnson I, il primo presidente della società, lavorò per migliorare le pratiche igienico-sanitarie del XIX secolo e diede il suo nome ad un ospedale (il Robert Wood Johnson University Hospital a New Brunswick). Alla sua morte nel 1910, gli successe alla presidenza il fratello James Wood Johnson fino al 1932, e in seguito il figlio Robert Wood Johnson II.
La Johnson & Johnson è stata coinvolta in un caso di disease-mongering in riferimento al suo prodotto Listerine.

## Prodotti e marchi

### Filiali
Il marchio Johnson & Johnson comprende numerosi marchi, tra i quali: Band-Aid (linea di fasciature), Tylenol (medicazioni), Johnson's Baby (prodotti per l'infanzia e shampoo), Neutrogena (prodotti di bellezza), Clean & Clear (cura del viso), Acuvue (lenti a contatto), Carefree e O.B. (assorbenti), Piz Buin (creme protettive) e Ethicon Inc.
Durante la pandemia da COVID-19, la Johnson & Johnson è una delle prime case farmaceutiche a produrre un vaccino contro il SARS-CoV-2, approvato dall'Agenzia europea per i medicinali (EMA) nel primo trimestre del 2021, ritenuto efficace anche contro le varianti del virus, e che è monodose.

### Marchi
- Acuvue
- Actiline
- Ambi
- Aveeno
- Bactidol
- Band-Aid
- Benadryl
- Benecol
- Bengay
- Benylin
- Bonamine
- Caladryl
- Carefree
- Carlo Erba
- Clean & Clear
- Coach (azienda)|Coach
- Coach Professional
- Coach Sport
- Codral
- Combantrin
- Compeed
- Conceptrol
- Cortaid
- Cortef

- Delfen
- Desitin
- Dolormin
- E.P.T.
- Efferdent
- First-Aid
- Gynol
- Healthy Woman
- Imodium
- Johnson's Baby
- Johnson & Johnson Red Cross
- Jontex
- K-Y
- Lactaid
- Le Petit Marseillais
- Listerine
- Listermint
- Lubriderm
- Luden's
- Micatin
- Monistat
- Motrin
- Motrin Children
- Myadec

- Mylanta
- Nasalcrom
- Neko
- Neosporin
- Neutrogena
- Nicoderm
- Nicorette
- Nizoral
- Nu-Gauze
- O.B.
- OneTouch
- Pediacare
- Penaten
- Pepcid
- Pepcid AC
- Polysporin
- Ponstan
- Priligy
- Purell
- Quantrel
- REACH
- Reactine
- Regaine

- Rembrandt
- Remicade
- RoC
- Rogaine
- Rolaids
- Shower to Shower
- Simply Sleep
- Simponi
- Sinutab
- Splenda
- St. Joseph
- Stayfree
- Steri-Pad
- Stim-u-dent
- Sudacare
- Sudafed
- Tucks Pads
- Tylenol
- Tylenol Baby
- Tylenol Children
- Unicap
- Vania
- Visine

## Cause legali

### Talco per bambini
Nel febbraio 2016, a J&J è stato ordinato di pagare $72 milioni di danni alla famiglia di Jacqueline Fox, una donna di 62 anni che è morta di cancro alle ovaie nel 2015: la società ha dichiarato che avrebbe fatto appello.
A marzo 2017, oltre 1.000 donne statunitensi avevano fatto causa a J&J per aver coperto il possibile rischio di cancro dal suo prodotto in polvere per bambini; la società afferma che il 70% della sua polvere per bambini viene utilizzata dagli adulti.
Nell'agosto 2017, una giuria della California ha ordinato a Johnson & Johnson di pagare 417 milioni di dollari a una donna che ha affermato di aver sviluppato un tumore alle ovaie dopo aver utilizzato i prodotti a base di talco dell'azienda come Johnson's Baby Powder per l'igiene femminile. Il verdetto includeva $ 70 milioni in danni compensativi e $ 347 milioni in danni punitivi. J&J ha dichiarato che farà appello al verdetto.
Nell'ottobre 2017, la corte d'appello del Missouri Eastern District ha emesso un verdetto della giuria di 72 milioni di dollari. La corte d'appello ha stabilito che la causa di Jacqueline Fox mancava di giurisdizione nel Missouri a causa di una decisione della Corte suprema degli Stati Uniti che imponeva limiti su dove si potesse presentare una causa di pregiudizio quale giurisdizione della causa richiede una connessione più forte tra lo stato del forum e le richieste di un querelante. Fox, 62 anni, di Birmingham, in Alabama, è deceduta nel 2015, circa quattro mesi prima che il suo processo fosse tenuto a St. Louis Circuit Court. Era tra 65 ricorrenti, di cui solo due erano del Missouri. Successivamente, ucciderebbe anche altri tre recenti verdetti della giuria di St. Louis di oltre $ 200 milioni messi insieme.
Nel luglio 2018, una giuria di St. Louis ha assegnato danni per quasi 4,7 miliardi di dollari a 22 donne e alle loro famiglie dopo che hanno dichiarato che l'amianto nella polvere di talco Johnson & Johnson ha causato il loro cancro alle ovaie.
Nell'agosto 2018, Johnson & Johnson ha dichiarato di aver rimosso diversi prodotti chimici dai prodotti in polvere per bambini e li ha riprogettati per rendere i consumatori più sicuri che i prodotti fossero più sicuri per i bambini.
Nel dicembre 2018, con 11.700 persone che hanno fatto causa a Johnson & Johnson per tumori presumibilmente causati da polvere di talco per bambini, la società è stata costretta a rilasciare documenti interni. I documenti hanno mostrato che la società era a conoscenza della contaminazione da amianto almeno dal 1971 e aveva trascorso decenni a trovare modi per nascondere le prove al pubblico. Il 19 dicembre, la società perse la sua richiesta di invertire un verdetto della giuria che si pronunciò a favore degli accusatori, che impose alla società di pagare $ 4,14 miliardi di danni punitivi e $ 550 milioni di danni compensativi.
Nell'agosto 2022 J&J ha annunciato la fine della produzione dei prodotti a base di talco a causa del numero di 40.000 cause legali.
Nell'aprile 2024 J&J ha comunicato che pagherà 6,5 miliardi di dollari per risolvere la maggior parte delle cause legali intentate da donne che si sono ammalate di mesotelioma alle ovaie collegato all'uso di prodotti a base di talco come il borotalco.

### Epidemia di oppioidi
Nel 2018 la società era rimasta coinvolta nell'epidemia di oppioidi negli Stati Uniti ed era diventata bersaglio di azioni legali. A partire da maggio 2018 sono stati presentati oltre 500 casi relativi agli oppioidi contro la Johnson & Johnson e i suoi concorrenti. Nell'Idaho, la multinazionale è parte di una causa che accusa la società di essere parzialmente responsabile di decessi per overdose da oppioidi. Il primo grande processo è iniziato in Oklahoma a maggio 2019.  Il 26 agosto 2019 il giudice dell'Oklahoma ha ordinato alla Johnson e Johnson di pagare $ 572 milioni per la loro parte nella crisi degli oppiacei.